# Afrikaspiele 2019/Leichtathletik – Halbmarathon der Frauen
Der Halbmarathon der Frauen bei den Afrikaspielen 2019 fand am 30. August in Rabat statt.
16 Läuferinnen aus acht Ländern nahmen an dem Wettbewerb teil. Die Goldmedaille gewann Yalemzerf Yehualaw mit 1:10:26 h, was auch ein neuer Rekord der Afrikaspiele war. Silber ging an Degitu Azimeraw mit 1:10:31 m und die Bronzemedaille gewann Meseret Belete mit 1:12:08 h.

## Rekorde
| Weltrekord        | Joyciline Jepkosgei | 1:04:51 h | Valencia-Halbmarathon, Spanien   | 22. Oktober 2017   |
| Rekord der Spiele | Mare Dibaba         | 1:10:47 h | Afrikaspiele in Maputo, Mosambik | 15. September 2011 |

## Ergebnis
30. August 2019, 7:00 Uhr
| Platz | Athletin                   | Land      | Zeit (h)   |
| ----- | -------------------------- | --------- | ---------- |
|       | Yalemzerf Yehualaw         | Äthiopien | 1:10:26 GR |
|       | Degitu Azimeraw            | Äthiopien | 1:10:31    |
|       | Meseret Belete             | Äthiopien | 1:12:08    |
| 4     | Hellen Jepkurgat Jepkurgat | Kenia     | 1:12:29    |
| 5     | Grace Mbuthye Kimanzi      | Kenia     | 1:13:16    |
| 6     | Fortunate Chidzivo         | Simbabwe  | 1:13:47    |
| 7     | Natalia Elisante Sulle     | Tansania  | 1:14:33    |
| 8     | Lavinia Ndatjooli Haitope  | Namibia   | 1:14:53    |
| 9     | Linet Toroitich Chebet     | Uganda    | 1:15:15    |
| 10    | Dolshi Teklegergish        | Eritrea   | 1:15:25    |
| 11    | Simret Merhawi Tewelde     | Eritrea   | 1:15:26    |
| 12    | Kokob Solomon              | Eritrea   | 1:15:33    |
| 13    | Beata Nandjala Naigambo    | Namibia   | 1:24:28    |
| 14    | Koutou Madiou              | Tschad    | 1:38:03    |
|       | Caroline Jebet Korir       | Kenia     | DNF        |
|       | Sara Ramadhani Makera      | Tansania  | DNF        |